# In Syrien auf Montage
In Syrien auf Montage ist ein Dokumentarfilm des DEFA-Studios für Kurzfilme von Winfried Junge aus dem Jahr 1971, der mit Unterstützung der Nationalen Filmorganisation der Syrischen Arabischen Republik entstand.

## Handlung
Ein Kameraschwenk geht über Homs, eine syrische Industriestadt am Rande der syrischen Wüste mit etwa 250.000 Einwohnern. In den staatlichen Baumwoll-Verarbeitungswerken der Stadt kommt die Frühschicht zur Arbeit. Syrien beschreitet den nichtkapitalistischen Weg, die großen Betriebe sind nationalisiert. Wenn man die Arbeiter nach der DDR fragt, dann kommen sie auf die sechs Monteure aus Karl-Marx-Stadt zu sprechen, die hier gegenwärtig, in der DDR hergestellte Textima Spinnereimaschinen montieren. Die Monteure fangen jeden Morgen um 7:00 Uhr an zu arbeiten, trinken vorher noch eine Tasse Tee oder rauchen eine Zigarette, es ist jeden Tag das Gleiche, und dann geht es los. Im Werk arbeiten bis jetzt Maschinen, die bereits Jahrzehnte alt sind und deren Produktivität nicht mehr den heutigen Anforderungen entspricht. Der deutsche Obermonteur Manfred Springer ist von zehn syrischen Monteuren umgeben, die etwas bei ihm lernen wollen. Gerhard Hering, der bereits in vielen Ländern Maschinen von Textima aufgestellt hat, und ein syrischer Kollege leiten die Montage. Wolfgang Löffler überwacht das Auspacken der Kisten, was bei einer Anzahl von über 350 Stück nicht einfach ist, sowie die Zuordnung der darin befindlichen Teile. Zwischendurch wird auch mal eine Zigarette geraucht oder eine Tasse Tee getrunken. Die syrischen Kollegen sind sehr lernwillig und begreifen schnell, was man ihnen einmal, zweimal gezeigt hat, haben sie dann auch begriffen.
In einem nahen Gartenlokal verbringen die Deutschen ihre Mittagspause. Die Speisekarte kennen sie auswendig, denn es gibt nur vier Gerichte. Das Einkaufen nach Feierabend kostet die Monteure oft viele Nerven, bis man das richtige hat, vor allen Dingen, da sie der Sprache nicht mächtig sind. Oft kommen sie nur mit der Hälfte, von dem was sie sich vorgenommen hatten, nach Hause. Die Verhandlungen auf dem Markt funktionieren nur mit einer Mischung aus Englisch, Französisch, einem Teil Arabisch und Deutsch, unter der Verwendung von zehn Fingern und zehn Zehen, wie einer der Monteure erklärt. In der Unterkunft übernehmen sie selbst die Aufgaben der Hausfrauen und kochen sich das Essen selbst, natürlich haben sie auch ihren Waschtag. Gerhard Hering hat es da einfacher, er hat seine Frau dabei, denn sie haben keine schulpflichtigen Kinder mehr zu Hause.
Die syrischen Arbeiter sind sehr bemüht, die Funktion der Maschinen kennen zu lernen und wenn es bereits nach Feierabend ist. Sie wissen genau, dass die Deutschen eines Tages nicht mehr da sein werden und dann tragen sie die Verantwortung. Dann findet eine Chefvisite statt. Der Generaldirektor der Werke kommt zum Probelauf der ersten Ringspinnmaschine von Textima. Nach dem erfolgreichen Probelauf sind die Monteure noch zu einer Tasse Tee eingeladen. Vor zehn Jahren saßen dort noch Monteure aus dem anderen Deutschland, doch die Syrische Arabische Republik sucht sich heute in den befreundeten Ländern ihre Partner und nicht zuletzt stellen die Textima-Maschinen auch Weltniveau dar.
Freitag ist Sonntag in der arabischen Welt. Bis zum Mittelmeer sind es 100 Kilometer und die Gewerkschaft hat einen Bus für einen Ausflug dorthin organisiert. Die Nachrichten melden für diesen Tag Ruhe an der Grenze zum israelisch besetzten Gebiet. Bei einem gemütlichen Abend mit Musik, Gesang und Tanz, wobei hier nur die Männer tanzen, endet der Tag. Der älteste der Monteure hatte seinen 60. Geburtstag in Syrien gefeiert und das war nicht die erste Feier im Ausland. Er liebt seinen Beruf und könnte beispielsweise nicht auf Schuhmacher umschulen. Seine Frau versteht auch, dass er immer am Reisen ist, deshalb gibt er zum Schluss noch sein Motto mit auf den Weg. Er sagt, wenn er zu Hause ist, bekommt er Fernweh und wenn er in der Ferne ist, hat er Heimweh.

## Produktion und Veröffentlichung
In Syrien auf Montage wurde unter dem Arbeitstitel Syrien II von der Künstlerischen Arbeitsgruppe „Profil“, mit Unterstützung der Nationalen Filmorganisation der Syrischen Arabischen Republik, als Schwarzweißfilm gedreht. Die Premiere fand am 1. Oktober 1971 statt.
Den Text schrieb Winfried Junge. Die Dramaturgie lag in den Händen von Reinhard Kettner.
Der Film erschien 2019 in der Edition Jenseits von Golzow zusammen mit 14 weiteren Dokumentarfilmen von Winfried Junge bei Absolut Medien auf DVD.